# Цветана Божова
 Тази статия е за книжарката от Ксанти.  За костурската учителка вижте Цвета Божова.  
Цветана Божова е българска учителка и книжарка от Тракия.

## Биография
Родена е през 1883 година в Ксанти, тогава в Османската империя, след което учи в родния си град и в Одрин. Започва да преподава в местното основно училище, а от 1 октомври 1901 година в двора на къщата си открива „Книгопродавница Цветана Божова“. Същевременно поддържа кореспонденция и търговски взаимоотношения с книгоиздатели от София и Пловдив. Обикаля околните села Манастир, Булгаркьой и други, където продава част от патриотичната литература, която предлага. Наклеветена от гъркомани пред турските власти, че разпространява революционна литература, книжарницата ѝ е затворена от властите. Умира около 1912 година.